# Ландон Милс (Илиноис)
Ландон Милс (енгл. London Mills) град је у америчкој савезној држави Илиноис.

## Демографија
По попису из 2010. године број становника је 392, што је 55 (-12,3%) становника мање него 2000. године.
| Група             | 2000.       | 2010.       |
| Белци             | 444 (99,3%) | 389 (99,2%) |
| Афроамериканци    | 0 (0,0%)    | 0 (0,0%)    |
| Азијати           | 0 (0,0%)    | 0 (0,0%)    |
| Хиспаноамериканци | 2 (0,4%)    | 2 (0,5%)    |
| Укупно            | 447         | 392         |